# Naglići
Naglići su pogranično naselje u Hrvatskoj u općini Brod Moravice. Nalaze se u Primorsko-goranskoj županiji.

## Zemljopis
Sjeverozapadno je Dolenja Žaga, zapadno, sjeverozapadno i jugozapadno je pogranična rijeka Kupa, jugozapadno su Mavrc, Doluš, južno su Nove Hiže, sjeverno je Završje, sjeveroistočno su Colnari, istočno je Zavrh, jugoistočno je Šimatovo.

## Stanovništvo
| broj stanovnika | 63    | 57    | 46    | 38    | 39    | 28    | 34    | 18    | 26    | 26    | 22    | 8     | 5     | 1     |       |       | 1     |
|                 | 1857. | 1869. | 1880. | 1890. | 1900. | 1910. | 1921. | 1931. | 1948. | 1953. | 1961. | 1971. | 1981. | 1991. | 2001. | 2011. | 2021. |